# Serge Youriévitch
Serge Youriévitch russisch Сергей Александрович Юрьевич, (* 31. März 1876 in Paris; † 18. Dezember 1969 ebenda) war ein französischer Bildhauer russisch-adeliger Abstammung, Politiker, Autor und Kammerherr des Zaren Nikolaus II.  Die Zeitung Brooklyn Daily Eagle beschrieb Youriévitch als einen „Gentleman-Farmer in Russland, einen Wissenschaftler in Frankreich, einen Diplomat im Auswärtigen Amt des russischen Reiches, einen Maler, Grafiker und Bildhauer“.

## Familie

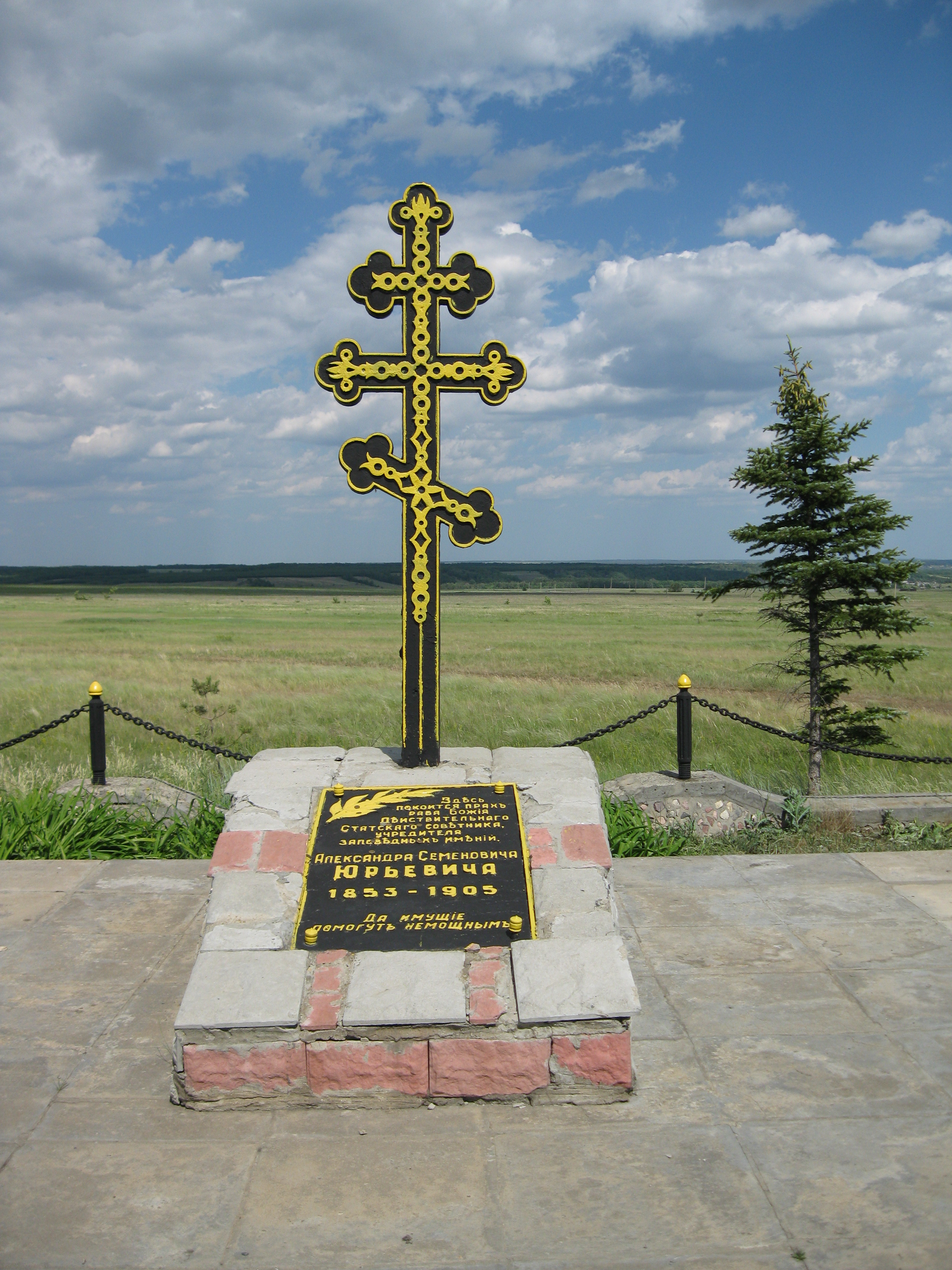
Die Krypta des Vaters Youriévitchs in Lopukhovka, Saratow, Russland.

Youriévitch wurde 1876 im 8. Arrondissement von Paris in eine Familie von niederem belarussischen Adel geboren.
Sein Großvater Semyon Yurievich (1798–1865) entstammte einer adeligen Familie in Mogilyov und wurde 1825 zum Hauslehrer des späteren Zaren Alexander II. berufen. Serges Eltern waren Alexander Semyonovich Yurievich und Yelizaveta Andreyevna Yurievich. Sein russischer Name Sergei Alexandrovich Yurevich wurde als Serge Youriévitch ins Französische übertragen.  Er hatte zwei ältere Brueder, Simon (* 1870) und Alexander (* 1871).
Youriévitch heiratete Prinzessin Helene Lipovatz, die Tochter des Prinzen Jovan Popović-Lipovac, einem montenegrinischen Aristokraten und General der Kaiserlich Russischen Armee. Helene war eine Cousine der Prinzessin Elena von Serbien. Der Verbindung entstammten zwei Töchter, Hélène und Nika (* 2. August 1916).
Im Zuge der Oktoberrevolution von 1917 verlor die Familie Yurievich ihre Ländereien im Gouvernement Saratow. Youriévitch war dorthin gereist, als ihn die Nachricht vom Zerfall der Monarchie erreichte, musste jedoch unverrichteter Dinge wieder abreisen, nachdem seine Ehefrau Helene beinah ein Opfer des Umsturz geworden war.
Helene verstarb am 16. Mai 1957. Serge Youriévitch starb 1969 im Alter von 93 Jahren. Er wurde mit seiner Familie auf dem russischen Friedhof in  Sainte-Geneviève-des-Bois (Essonne) beigesetzt.

## Leben

### Politische Karriere
Youriévitch studierte Politik am kaiserlichen Lyzeum Zarskoje Selo in Petrograd (heute Sankt Petersburg). 1895 kam er an das  Institut d’études politiques de Paris, wo er als Sekretär des russischen Botschafters tätig war, später als Kulturattaché. In Sankt Petersburg arbeitete er als Staatsrat. Er war Kammerherr des Zaren Nikolaus II.

### Als Bildhauer
1903 wurde Youriévitch Schüler des  Bildhauers Auguste Rodin, der einen starken Einfluss auf ihn ausübte. 1909 trat Youriévitch von seinen politischen Ämtern zurück und begann seine Arbeiten auf dem Salon der Société des Artistes Indépendants in Paris auszustellen. Youriévitch beschrieb seinen Einstieg in die Bildhauerei mit diesen Worten: „Ich hatte wenig bis nichts mit Kunst zu tun, bis sich 1903 mein Gesundheitszustand verschlechterte. Ich hatte die gesamte Organisations- und Sekretariatsarbeit des Instituts übernommen, jedoch war die Belastung zu groß geworden. Ich ging in die Schweiz und begann zu meiner Entspannung zu malen. Ich habe in Öl, Aquarell, Pastell und Radierung gearbeitet und damit einige Erfolge auf Ausstellungen erzielt. Ich habe ein Studio in Rom. Eines Tages versuchte ich die Anatomie eines Fußes für ein Gemälde zu meistern. Ich entschied mich, diesen aus Ton zu formen. Der Eindruck, dass ich dieses Ding rund und fest in der Hand hatte – anstatt flach auf einer Leinwand – war so stark, dass ich mich fragte, warum ich eigentlich nicht schon vorher eine Skulptur angefertigt hatte. Ich begann sofort mich der Bildhauerei zuzuwenden, und als ich nach Paris zurückkehrte bekam ich im Hôtel Biron ein Atelier nur ein Stockwerk über Rodin.“
Youriévitch trug auch zur britischen Kunst bei, besonders zur Sportkunst und der modernen Bildhauerei. In den 1950er Jahren lehrte Youriévitch Bildhauerei an der Guildford School of Art, wo er auch die Bildhauerin Lorne McKean (* 1939) zu seinen Schülern zählte.

### In der Psychologie
Youriévitch war Vizepräsident des Institut Général Psychologique in Paris und verfasste einige psychologische Arbeiten, unter anderem Concerning some Manifestations of Psychic Entities. Er war Stifter des 1900 gegründeten Institut Psychologique International.
1930 besagte ein Artikel der American Society for Psychical Research, dass „Youriévitch über viele Jahre mit den führenden Wissenschaftlern und Psychologen von Paris eng bekannt war und an vielen ihrer Experimente teilnehmen konnte.“ Er war Mitglied der Soziologischen Gesellschaft in Paris.

### Ehrungen
1913 nahm ihn die französische Ehrenlegion als Offizier auf. 1933 erhielt er die französische Staatsbürgerschaft. Die Kunstsammlung seiner Familie ist heute im Staatlichen Museum Saratov ausgestellt.

## Werke (Auswahl)
Youriévitch war ein versierter Bildhauer, der sich mit seinen Arbeiten hauptsächlich auf Exponate für Gärten und auf Brunnen konzentrierte. 1923 stellte er auf dem Salon der Société du Salon d’Automne seine Bronze La danseuse Nattowa aus. Er stellte auch Büsten von bekannten Persönlichkeiten und Vertretern des Adels des der damaligen Zeit her, so fertigte er 1928 eine Büste nach dem Vorbild der Herzogin von Atholl, Katharine Stewart-Murray, anlässlich ihrer silbernen Hochzeit mit John Stewart-Murray, 8. Duke of Atholl. 1930 erstellte Youriévitch eine Büste von Franklin D. Roosevelt, der damals noch Gouverneur von New York war. Seine Ehefrau Helene überreichte das Werk, nachdem Roosevelt zum Präsidenten gewählt worden war. Eine weitere Büste Youriévitchs zeigte den englischen Dichter Thomas Hardy.
Neben der Bildhauerei betätigte sich Youriévitch auch als Maler und Zeichner. Zu seinen Arbeiten zählen:
- La divine danseuse Nattova (1923)
- First nations female (1920–1929)
- Portrait d’homme barbu (1926)
- Portrait de femme au fond bleu (1929)
- Indien Iroquois (1929–1930)
- Morning dew (1929)
- Portrait de Sa’ad Zaghlul (1926)
- Buste de Franklin D Roosevelt (1930)
- Buste de femme aux seins nus
- Tête de Pierrot
- Paysage de neige
- Thomas Hardy (1924)
- Femme nue assise
- Jeune femme à genoux (1931)
- Symphonie humaine (1920)
- Polin (1922)
- Femme et enfants
- Le printemps

Bei einer vom Auktionshaus Christie’s 2007 durchgeführten Auktion erzielte seine Bronzeskulptur Morning Dew (deutsch Morgentau) nach einer Wertschätzung von $40.000 bis $60.000 einen Verkaufspreis von $60.000.